# Lou Brock (Baseballspieler)
Louis Clark „Lou“ Brock, Spitzname The Rocket, (* 18. Juni 1939 in El Dorado, Arkansas; † 6. September 2020 in Saint Charles, Missouri) war ein US-amerikanischer Baseballspieler, der von 1961 bis 1979 in der Major League Baseball (MLB) für die Chicago Cubs und die St. Louis Cardinals spielte. Brock wurde sechs Mal in das MLB All-Star-Team gewählt und gewann mit den Cardinals 1964 und 1967 die World Series. 1985 wurde er in die Baseball Hall of Fame aufgenommen.

## Leben
Brock wurde in El Dorado, Arkansas, als Sohn von Sharecroppern geboren. Mit zwei Jahren zog Brock ins nahe gelegene Collinston, Louisiana, nachdem der Vater die Familie verlassen hatte.
Nach der Highschool ging er 1957 an die Southern University in Baton Rouge. Dort verlor er nach einem Jahr aufgrund eines mittelmäßigen Notendurchschnitts sein Stipendium. Daraufhin nahm er beim Training des Baseball-Teams der Universität teil, in der Hoffnung, ein Sportstipendium zu erhalten, was ihm auch gelang. Mit Brock in der Mannschaft gewann die Southern University 1958 als erstes schwarzes College die Meisterschaft der National Association of Intercollegiate Athletics. Brock wurde 1959 in die Nationalmannschaft für die Panamerikanischen Spiele berufen.
Brock verließ das College im Abschlussjahr 1961 vorzeitig, da er ein Angebot der Chicago Cubs mit einer garantierten Mindestsumme über 30.000 US-Dollar bei Vertragsabschluss bekam. Nachdem er zunächst beim Farmteam in St. Cloud eingesetzt wurde, debütierte er am Ende der Saison in der Major League als Center Fielder. In Chicago wurde Brock wegen seiner Verteidigungsleistung kritisiert und wurde auf die Position des Right Fielders versetzt. 1964 vereinbarten die St. Louis Cardinals mit den Cubs einen Tausch, dessen Hauptbestandteil der Wechsel von Brock nach St. Louis im Gegenzug für den Wechsel von Pitcher Ernie Broglio zu den Cubs war. Brocks neuer Mitspieler Ken Boyer schätzte, dass weniger als 2 % den Handel als vorteilhaft für St. Louis sahen.
Bei den Cardinals wurde Brock als Left Fielder eingesetzt und gewann in seinem ersten Jahr und 1967 die World Series, wobei er 1967 auch den Babe Ruth Award für den besten Spieler erhielt. 1974 war er Zweiter bei der Wahl zum Most Valuable Player (MVP) der National League. Bei den Cardinals wurde Brock erlaubt, seine eigentliche Stärke auszuspielen und auf eigene Faust Bases zu stehlen. Von 1965 bis 1974 führte er in der National League bis auf ein Jahr die Rangliste der meisten gestohlenen Bases an. 1977 übertraf Brock die Rekordmarke von Ty Cobb mit seinem 893. Stolen Base. 1979 erreichte er als vierzehnter Spieler den 3.000 Hits Club.
Nach seinem Karriereende 1979 wurde Brocks Trikotnummer von den St. Louis Cardinals nicht mehr vergeben. Brock wurde 1985 in die Baseball Hall of Fame aufgenommen. Er war damit der zwanzigste Spieler, der im ersten Jahr seiner Wählbarkeit aufgenommen wurde.
Brocks linkes Bein wurde im Oktober 2015 wegen einer Infektion im Zusammenhang mit einer diabetischen Erkrankung unterhalb des Knies amputiert.
Brock gab am 13. April 2017 bekannt, dass bei ihm das Multiples Myelom diagnostiziert wurde. Am 28. Juli 2017 sagten Brock und seine Frau, dass sie von den Ärzten des Mercy Hospitals die Nachricht erhalten hätten, dass die Krebszellen laut Bluttests verschwunden seien. Brock sagte, der Krebs sei schon seit einiger Zeit rückläufig gewesen. Brock starb im Alter von 81 Jahren am 6. September 2020.